# 蘭と狗
『蘭と狗』（らんといぬ）は、中村勝行著作の時代小説。1996年に講談社から出版された。
蛮社の獄後、牢屋敷を脱獄した高野長英の逃亡生活と、彼を恨む岡っ引の追跡劇を描く。

## あらすじ
1839年、同心小林藤太郎とその岡っ引瓢六は蛮社の獄により蘭学者、高野長英を捕縛した。自首を考えていた長英を捕縛することで、重罪にして彼を合理的に闇に葬ってしまおうという幕府の思惑が絡んでいたからだった。
納得のいかない長英は非人栄蔵を唆して火災を起こさせ、どさくさで脱走する。しかし、栄蔵が放火するところを瓢六の妻が目撃してしまい、彼女は栄蔵と共に焼死する。
瓢六は放火の主犯は長英と知ると怒り狂い、藤太郎の岡っ引を辞め、追跡の旅に出る。彼の執念で長英の逃亡範囲、援助者は徐々に減っていき、長英は一人追い詰められる一方、瓢六の方もほとぼりが冷め、藤太郎以外の仲間連中から「いつまで過ぎた事を」と陰口を叩かれ始め、彼もまた孤立していく。

## テレビドラマ
1997年5月6日（20:00-21:48）、『大追跡! 江戸〜上州〜みちのく〜四国』と題してABCテレビのスペシャルドラマとして放送された。

### 出演
- 西田敏行
- 村上弘明
- 萬田久子
- 細川ふみえ
- 小島聖
- 中村敦夫
- 板東英二
- 火野正平
- 坂本昌行
- 石倉三郎
- 河原崎建三
- 斎藤絵里
- 草薙幸二郎
- 柄本明

### スタッフ
- 原作：中村勝行（黒崎裕一郎）
- 脚本：中村敦夫
- 監督：斎藤武市
- 製作：ABC、松竹